# Conquering Ruler
Conquering Ruler è un album in studio del gruppo musicale britannico The Specials, pubblicato nel 2001.
Si tratta di un disco di cover.

## Tracce
1. Jezebel (Wayne Shanklin) – 2:33
2. Tom Drunk (John Holt) – 3:12
3. Take Me as I Am (Jackie Edwards) – 3:17
4. Conquering Ruler (Derrick Morgan) – 3:12
5. Decimal Currency (The Blenders) – 3:48
6. Promises (Clancy Eccles) – 3:16
7. Double Barrel (Winston Riley) – 3:40
8. Keep My Love from Fading (B.B. Seaton) – 3:33
9. Rough and Tough (Stranger Cole, Duke Reid) – 3:23
10. Foolish Plan (Johnny Osbourne) – 3:30
11. I Am a Madman (Lee "Scratch" Perry) – 4:17
12. Salvation Train (Lloyd Charmers) – 3:24
13. Lorna Banana (Dennis Alcapone) – 4:49
14. Return of Django (Lee "Scratch" Perry) – 3:37
15. I Don't Need Your Love Anymore (Dobby Dobson) – 2:44